# مكتب المساعدة

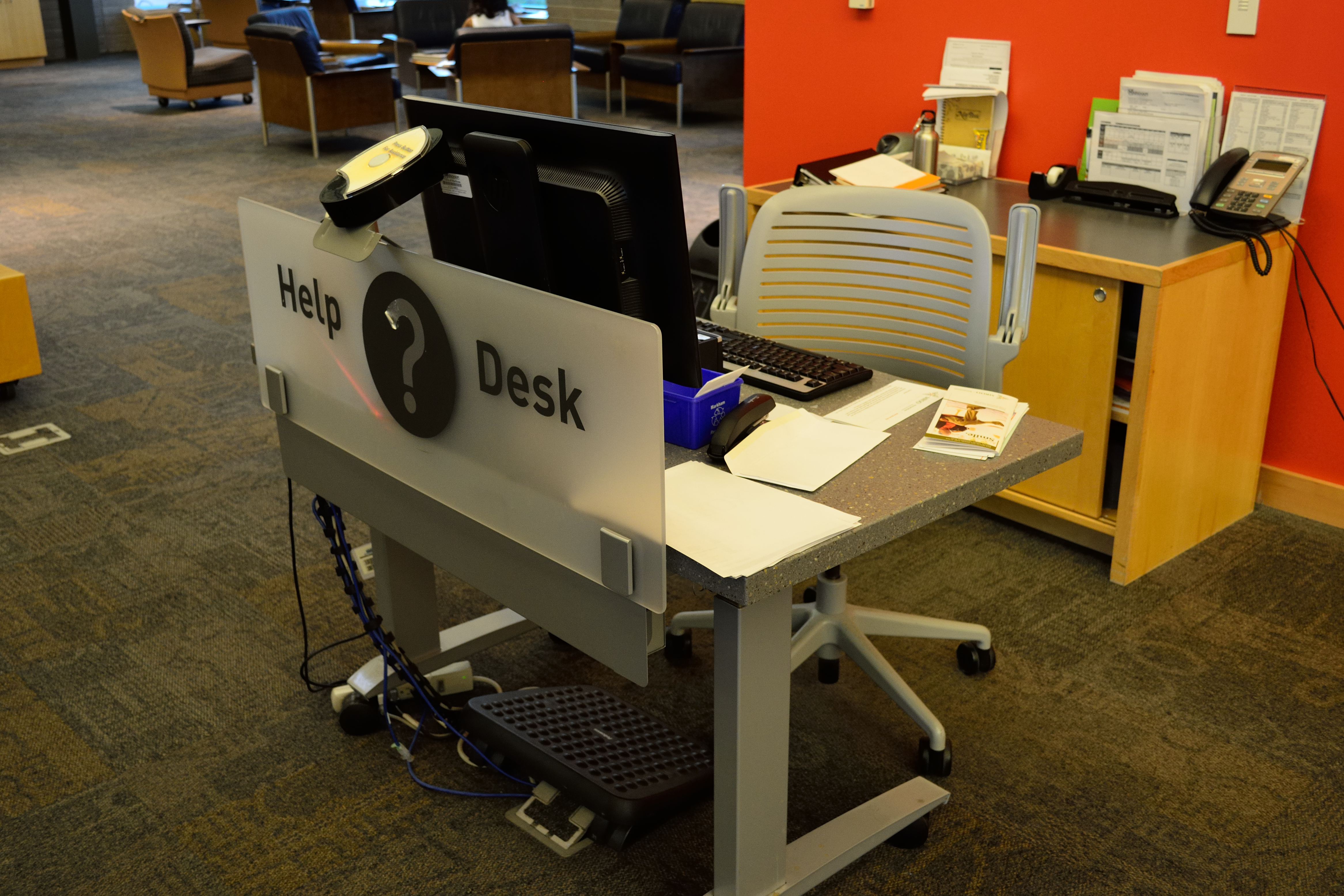

(بالإنجليزية: Help desk)‏ مكتب المساعدة عبارة عن مورد يهدف إلى تزويد العميل أو المستخدم بالمعلومات والدعم المتعلق بمنتجات وخدمات الشركة أو المؤسسة. عادةً ما يكون الغرض من مكتب المساعدة هو استكشاف المشكلات وإصلاحها أو تقديم إرشادات حول منتجات مثل أجهزة الكمبيوتر أو المعدات الإلكترونية أو المواد الغذائية أو الملابس أو البرامج. عادة ما تقدم الشركات دعم مكتب المساعدة لعملائها من خلال قنوات مختلفة مثل الأرقام المجانية أو مواقع الويب أو الرسائل الفورية أو البريد الإلكتروني. هناك أيضًا مكاتب مساعدة داخلية مصممة لتقديم المساعدة للموظفين.

## المهام التي يقوم بها
يمكن لمكتب المساعدة النموذجي أداء العديد من الوظائف بفعالية، يوفر نقطة اتصال واحدة (أو متعددة) للمستخدمين للحصول على المساعدة في استكشاف الأخطاء وإصلاحها والحصول على إجابات للأسئلة وحل المشكلات المعروفة، يدير مكتب المساعدة بشكل عام طلباته من خلال استخدام برامج مثل أنظمة تتبع المشكلات، غالبًا ما تتضمن هذه الأنظمة استخدام «متعقب الأخطاء المحلية» (LBT). يسمح هذا النظام لمكتب المساعدة بتتبع طلبات المستخدمين وفرزها بمساعدة رقم فريد، ويمكنه في كثير من الأحيان تصنيف المشكلات حسب المستخدم أو برنامج الكمبيوتر أو الفئات المماثلة، تتوفر العديد من التطبيقات البرمجية لدعم وظيفة مكتب المساعدة، يستهدف البعض مكتب المساعدة على مستوى المؤسسة وبعض احتياجات الأقسام المستهدفة.
في منتصف تسعينيات القرن الماضي، بحثت دراسة أجراها إيان ميدلتون من جامعة روبرت جوردون  قيمة مكاتب مساعدة المنظمة، ووجدت أن القيمة ليست مستمدة فقط من الاستجابة التفاعلية لقضايا المستخدم، ولكن أيضًا من الموقف الفريد لمكتب المساعدة للتواصل يوميًا مع العديد من العملاء أو الموظفين، يمكن أن تكون المعلومات المكتسبة في مجالات مثل المشاكل التقنية وتفضيلات المستخدم والرضا ذات قيمة في أعمال التخطيط والتطوير لوحدات تكنولوجيا المعلومات الأخرى.

## منظمة
مكاتب المساعدة الكبيرة  غالبًا ما يتم تنظيمها في مستويات مختلفة للتعامل مع أنواع مختلفة من الأسئلة، على سبيل المثال، قد يتم إعداد مكتب مساعدة من المستوى الأول للإجابة على الأسئلة أو تقديم المعلومات الشائعة في الأسئلة الشائعة أو في قاعدة المعرفة، إذا لم يتم حل المشكلة في المستوى الأول، فيمكن إعادة توجيهها إلى المستوى الثاني باستخدام الموارد للتعامل مع المشكلات الأكثر تعقيدًا، قد يكون لدى المؤسسات أيضًا خط دعم ثالث للتعامل مع الاحتياجات الخاصة بالبرامج، مثل التحديثات وإصلاح الأخطاء التي تؤثر بشكل مباشر على عميل معين.
مكاتب المساعدة الكبيرة لديها شخص أو فريق مسؤول عن إدارة الطلبات الواردة، تسمى «القضايا»، عادة ما يطلق عليهم مديرو الطابور أو مشرفو الطابور، مدير قائمة الانتظار مسؤول عن قوائم انتظار المشكلات، والتي يمكن إعدادها بطرق مختلفة اعتمادًا على حجم أو هيكل مكتب المساعدة، عادة مكاتب المساعدة الكبيرة لديها العديد من الفرق التي لديها خبرة في العمل على قضايا مختلفة، سيقوم مدير قائمة الانتظار بتعيين قضية لأحد الفرق المتخصصة بناءً على نوع المشكلة المثارة، قد تحتوي بعض مكاتب المساعدة على أنظمة هاتف بها انقسامات ACD مما يضمن إجراء مكالمات حول موضوعات محددة للمحللين من ذوي الخبرة أو المعرفة المطلوبة.